# Олбані (округ, Вайомінг)
Шаблон:StateAbbr_ 41°39′ пн. ш. 105°44′ зх. д. / 41.65° пн. ш. 105.74° зх. д.
 Олбані  (англ. Albany County) — округ (графство) у штаті Вайомінг. Ідентифікатор округу 56001.

## Історія
Округ утворений 1868 року.

## Демографія
За даними перепису
2000 року
загальне населення округу становило 32014 осіб, зокрема міського населення було 28139, а сільського — 3875.
Серед них чоловіків — 16529, а жінок — 15485. В окрузі було 13269 домогосподарств, 7001 родин, які мешкали в 15215 будинках.
Середній розмір родини становив 2,84.
Віковий розподіл населення поданий у таблиці:
| Стать    | До 15 років | 15-21 | 22-29 | 30-39 | 40-49 | 50-65 | 65-85 | Понад 85 |
| -------- | ----------- | ----- | ----- | ----- | ----- | ----- | ----- | -------- |
| Чоловіки | 2522        | 3562  | 3382  | 1859  | 2005  | 2047  | 1059  | 93       |
| Жінки    | 2297        | 3201  | 2705  | 1727  | 2137  | 1924  | 1291  | 203      |

## Суміжні округи
- Конверс — північ
- Платт — північний схід
- Ларамі — схід
- Ларімер, Колорадо — південь
- Джексон, Колорадо — південний захід
- Карбон — захід
- Натрона — північний захід

## Виноски
1. ↑  US Decennial Census. US Census Bureau. Архів оригіналу за 26 квітня 2015. Процитовано 5 серпня 2015.
2. ↑  Historical Decennial Census Population for Wyoming Counties, Cities, and Towns. Wyoming Department of Administration & Information, Division of Economic Analysis. Архів оригіналу за 7 жовтня 2006. Процитовано 25 січня 2014.
3. ↑  State & County QuickFacts. US Census Bureau. Архів оригіналу за 6 червня 2011. Процитовано 25 січня 2014.(англ.) Наведено за англійською вікіпедією.
4. ↑  American FactFinder. Бюро перепису населення США. Архів оригіналу за 26 лютого 2012. Процитовано 31 січня 2008.

| США | Це незавершена стаття з географії США. Ви можете допомогти проєкту, виправивши або дописавши її. |